# یواس‌سی و جی‌اس دیویدسن (۱۹۲۵)
یواس‌سی و جی‌اس دیویدسن (۱۹۲۵) (به انگلیسی: USC&GS Davidson (1925)) یک کشتی بود که طول آن ۷۵ فوت (۲۳ متر) بود. این کشتی در سال ۱۹۲۵ ساخته شد.